# Ariosoma sereti
Ariosoma sereti är en fiskart som beskrevs av Emma S. Karmovskaya 2004. Ariosoma sereti ingår i släktet Ariosoma och familjen havsålar. Inga underarter finns listade i Catalogue of Life.